# Znamenitosti antičnega Sabskega kraljestva, Marib
Znamenitosti starodavnega Sabskega kraljestva, Marib (arabsko معالم مملكة سبأ القديمة, latinizirano: maʿālim mamlaka Sabaʿa al-Qadīma) so serijska lastnina, ki jo sestavlja sedem arheoloških najdišč v guvernatu Marib v vzhodnem Jemnu. 25. januarja 2023 je Unesco te znamenitosti dodal na svoj seznam svetovne dediščine, saj pričajo o starodavnem Sabskem kraljestvu v starodavni Južni Arabiji. Uvrščeni so bili tudi na seznam ogrožene svetovne dediščine zaradi groženj, ki jih je predstavljala jemenska državljanska vojna.

## Seznam svetovne dediščine
| Dediščina                                              | Slika | ID                   | Lokacija                      | Koordinate                                              |
| ------------------------------------------------------ | ----- | -------------------- | ----------------------------- | ------------------------------------------------------- |
| Antični Marib                                          |       | 1700-001             | guvernat Marib                | 15°25′36.76″N 45°20′6.82″E / 15.4268778°N 45.3352278°E  |
| Tempelj Avam (Bilkis)                                  |       | 1700-002             | guvernat Marib                | 15°24′15.91″N 45°21′21.04″E / 15.4044194°N 45.3558444°E |
| Tempelj Baran                                          |       | 1700-003             | guvernat Marib                | 15°25′11.56″N 45°20′35.24″E / 15.4198778°N 45.3431222°E |
| Maribski jez: severni breg, južni breg in jez Džufajna |       | 1700-004 to 1700-006 | guvernat Marib                | 15°23′51.24″N 45°16′7.51″E / 15.3975667°N 45.2687528°E  |
| Antično mesto Sirva                                    |       | 1700-007             | Sirva, zahodni guvernat Marib | 15°27′6.4″N 45°1′5.22″E / 15.451778°N 45.0181167°E      |